# Bicyclus nuwa
Bicyclus nuwa är en fjärilsart som beskrevs av Carl Plötz 1880. Bicyclus nuwa ingår i släktet Bicyclus och familjen praktfjärilar. Inga underarter finns listade i Catalogue of Life.